# Holomitrium crispulum
Holomitrium crispulum är en bladmossart som beskrevs av Martius 1834. Holomitrium crispulum ingår i släktet Holomitrium och familjen Dicranaceae. Inga underarter finns listade i Catalogue of Life.